# Pau Barceló Faix
Pablo Barceló Faix (Barcelona 1910 - 1997) fue un fotógrafo español.
En su juventud participó de modo activo en política, formó parte del equipo de prensa del Bloque Obrero y Campesino fue candidato en las elecciones municipales de 1934. Estuvo encuadrado en el POUM y durante la guerra civil ocupó el cargo de capitán de transportes.
Antes de la guerra civil española se dedicaba a hacer retratos, pero desde 1950 alternó este trabajo con trabajos publicitarios. También se especializó en fotografía de teatro documentando todos los montajes de la Agrupación Dramática de Barcelona entre 1955 y 1963, así como fotógrafo de espectáculos y de conciertos. 
Reunió un gran archivo fotográfico que años después vendió al Instituto del Teatro, conocido como archivo Barceló. También colaboró en la ilustración de libros de Publicaciones de la Abadía de Montserrat y de Publicaciones musicales Dinsic. Su obra se considera un testimonio gráfico de gran importancia porque ha sabido captar la sensibilidad y el modo de vida de los últimos cincuenta años. En su técnica para retratos usaba luces de mercurio y para sus positivados empleaba con frecuencia impresiones nobles y otros medios pigmentarios.
En 1992 recibió la Cruz de Sant Jordi.